# Ligue C9
La ligue C9 ((zh)) est une association de neuf universités qui ont été sélectionnées en 1998 par le gouvernement chinois.
Le 4 mai 1998, le programme 985 était initié par le gouvernement chinois pour faire avancer le système d'éducation supérieure. 
Dans la première phase, neuf universités ont été sélectionnées et se sont vu allouer des fonds pour une première période de trois ans. Le 10 octobre 2009, ces neuf universités ont créé la Ligue C9. Ces universités représentent collectivement 3 % des chercheurs du pays, mais reçoivent 10 % des dépenses nationales de recherche, et produisent 20 % des articles publiés dans des revues nationales et 30 % des citations au total.
| Université                                     | Province ou municipalité          | Date de fondation |
| ---------------------------------------------- | --------------------------------- | ----------------- |
| Université Fudan                               | Shanghai                          | 1905              |
| Institut de technologie de Harbin              | Heilongjiang, Shandong, Guangdong | 1920              |
| Université de Nankin                           | Jiangsu                           | 1902              |
| Université de Pékin                            | Pékin                             | 1898              |
| Université Jiao-tong de Shanghai               | Shanghai                          | 1896              |
| Université Tsinghua                            | Pékin                             | 1911              |
| Université de sciences et technologie de Chine | Anhui                             | 1958              |
| Université Jiaotong de Xi’an                   | Shaanxi                           | 1896              |
| Université du Zhejiang                         | Zhejiang                          | 1897              |